# 蒂姆·阿亨
蒂姆·阿亨（英語：Tim Ahearne，1885年8月17日—1968年12月12日），爱尔兰男子田径运动员，主攻三级跳远。他曾代表英国参加1908年夏季奥林匹克运动会田径比赛，获得男子三级跳远金牌。